# Claire Dreyfus-Cloarec
Pour les articles homonymes, voir Dreyfus et Cloarec.
Claire Dreyfus-Cloarec, née le 28 septembre 1946 à Paris, est une personnalité française du monde des affaires.

## Biographie
Claire Dreyfus-Cloarec est née d'un père médecin et d'une mère psychiatre.
En 1971, elle devient professeur d'économie à l'Université Paris-Dauphine son année d'ouverture. En 1976, elle s'inscrit à l'École nationale d'administration. Après ses études, Claire Dreyfus-Cloarec est affectée à la direction du Trésor, aux côtés de Daniel Giroux et de Francis Mayer. Elle est d'abord adjointe de Philippe Jaffré au bureau des marchés financiers du Trésor. Elle écrit le discours d'Édouard Balladur qui annonce que la France renonce à sa politique d'encadrement du crédit.
En 1990, elle prend la direction financière d'Air France. En 1993, elle prend la direction de Servair, la filiale restauration de la compagnie aérienne. Fin 1996, elle prend la direction financière de la SNCF, puis est nommée PDG de Via GTI en 1999 et mène sa fusion avec Carianne pour former Keolis. Elle revient à la SNCF en juin 2000 en qualité de directeur économmie et finances et membre du comité exécutif, succédant à Emmanuel Hau qui rejoint la Compagnie Financière Edmond de Rothschild,, et conseillère de Louis Gallois.
En février 2004, Claire Dreyfus-Cloarec est nommée présidente de SNCF Participations. En octobre 2006, elle est élue au conseil de surveillance de Seafrance, filiale à 100 % de SNCF Participations. En janvier 2009, elle est nommée membre du conseil de surveillance du grand port maritime de Rouen (mandat renouvelé en 2011). En juin 2009, elle est nommée membre du conseil de surveillance de la société anonyme Aéroport de Montpellier-Méditerranée (mandat renouvelé en 2011). En juin 2011, elle est nommée membre du conseil de surveillance de la société Aéroport de La Réunion-Roland-Garros (mandat renouvelé en 2014). Le 7 décembre 2012, Claire Dreyfus-Cloarec est nommée à la présidence du conseil d'administration d'Aéroports de Lyon, succédant à Patrice Raulin, (mandat renouvelé en 2013, puis en 2016).
Depuis 2011, Claire Dreyfus-Cloarec est administratrice indépendante du Groupe Latécoère. En janvier 2019, elle devient administratrice référente de Latécoère.

## Prix et récompenses
- 1999: Chevalier de la Légion d'honneur[6]
- 2000 : « 20 patronnes qui comptent » par le magazine L'Expansion
- 2008: Officier de la Légion d'honneur[6]

## Publications
- Jean-Marie Chevalier et Olivier Pastré, Où va l'économie mondiale ?: Scénarios et mesures d’urgence, Odile Jacob, 2002, p.129-136